# Lidija Gaile
Lidija Gaile z domu Leimane (ur. 16 lipca 1922) – łotewska lekkoatletka reprezentująca Związek Radziecki, specjalistka skoku w dal, medalistka mistrzostw Europy z 1946.
Zdobyła srebrny medal w skoku w dal na mistrzostwach Europy w 1946  w Oslo, przegrywając jedynie z reprezentantką Holandii Gerdą Koudijs, a wyprzedzając swą koleżankę z reprezentacji ZSRR Walentinę Wasiljewą.
Była mistrzynią ZSRR w skoku w dal w 1946 oraz brązową medalistką w tej konkurencji w 1945 i 1947. Była zawodniczką klubu Dinamo Ryga w klubie.
Rekordy życiowe Gaile::
- bieg na 100 metrów – 12,4 s (19 lipca 1942, Ryga)
- bieg na 200 metrów – 26,0 s (1943)
- bieg na 80 metrów przez płotki – 12,7 s (27 sierpnia 1945, Tallinn)
- skok w dal – 5,72 m (23 lipca 1946, Moskwa)
- pięciobój – 3200 pkt (1952)